# Barroca
Barroca is een plaats (freguesia) in de Portugese gemeente Fundão en telt 714 inwoners (2006).